# Haut Trás-os-Montes
Le Haut Trás-os-Montes, (en portugais : Alto Trás-os-Montes), littéralement : « derrière  les monts », est l'une des 30 sous-régions statistiques du Portugal.
Elle forme avec sept autres sous-régions la région Nord.

## Géographie
Le Haut Trás-os-Montes est limitrophe :
- au nord et à l'est, de l'Espagne,
- au sud, de la sous-région du Douro,
- à l'ouest, des sous-régions de la Tâmega, de l'Ave et du Cávado.

Son territoire recoupe en grande partie ceux des districts de Bragance et Vila Real.

## Données diverses
- Superficie : 8 168 km2.
- Population (2001) : 223 259 hab. (estimation de 2005 : 220 289 hab.)
- Principaux centres urbains : Bragance, Chaves, Mirandela, Macedo de Cavaleiros, Valpacos et Miranda do Douro.

## Subdivisions
Le Haut Trás-os-Montes groupe 14 municipalités (conselhos ou municípios, en portugais) :
| Concelho             | Superficie km2 | Population (2004) | Densité de population hab./km2 |
| -------------------- | -------------- | ----------------- | ------------------------------ |
| Alfândega da Fé      | 321,96         | 5 688             | 17,67                          |
| Boticas              | 322,41         | 6 116             | 18,97                          |
| Bragance             | 1 173,93       | 34 774            | 29,62                          |
| Chaves               | 590,42         | 44 186            | 74,84                          |
| Macedo de Cavaleiros | 699,27         | 17 210            | 24,61                          |
| Miranda do Douro     | 488,36         | 7 707             | 15,78                          |
| Mirandela            | 658,45         | 25 780            | 39,15                          |
| Mogadouro            | 757,98         | 10 792            | 14,24                          |
| Montalegre           | 806,19         | 12 150            | 15,07                          |
| Murça                | 189,36         | 6 476             | 34,20                          |
| Valpaços             | 553,06         | 19 154            | 34,63                          |
| Vila Pouca de Aguiar | 432,68         | 15 100            | 34,90                          |
| Vimioso              | 481,47         | 5 105             | 10,60                          |
| Vinhais              | 694,68         | 10 051            | 14,47                          |

| Districts | Concelhos            |
| --------- | -------------------- |
| Bragance  | Alfândega da Fé      |
| Bragance  | Bragance             |
| Bragance  | Macedo de Cavaleiros |
| Bragance  | Miranda do Douro     |
| Bragance  | Mirandela            |
| Bragance  | Mogadouro            |
| Bragance  | Vimioso              |
| Bragance  | Vinhais              |
| Vila Real | Boticas              |
| Vila Real | Chaves               |
| Vila Real | Montalegre           |
| Vila Real | Murça                |
| Vila Real | Valpaços             |
| Vila Real | Vila Pouca de Aguiar |